# Andon Nikolov
Andon Nikolov (né le 15 juin 1951 à Sofia) est un haltérophile bulgare.

## Palmarès

### Jeux olympiques
- Munich 1972
  -  Médaille d'or en moins de 90 kg.

### Championnats du monde
- Munich 1972
  -  Médaille d'or.

### Championnats d'Europe
- Championnats d'Europe d'haltérophilie 1972
  -  Médaille de bronze.
- Championnats d'Europe d'haltérophilie 1973
  -  Médaille d'argent
- Championnats d'Europe d'haltérophilie 1974
  -  Médaille d'argent
- Championnats d'Europe d'haltérophilie 1978
  -  Médaille de bronze[1].